# Phyllachora banksiae
Phyllachora banksiae är en svampart. Phyllachora banksiae ingår i släktet Phyllachora och familjen Phyllachoraceae.

## Underarter
Arten delas in i följande underarter:
- banksiae
- westaustraliensis